# Trio pour piano no 42 de Joseph Haydn
Le Trio pour piano no 42 Hob.XV.30 est un trio pour piano, violon et violoncelle de Joseph Haydn. Composé en 1796, il est publié chez Artaria à Vienne en 1797 (d'après Hoboken) et par Breitkopf en 1798.

## Structure
1. Allegro moderato
2. Andante con moto (en ut majeur, à 3/8)
3. Presto (à 3/4)

## Source
- François-René Tranchefort, Guide de la musique de chambre, éd. Fayard 1989 p.441  (ISBN 2-213-02403-0)

## Liens externels
- Joseph Haydn thematisch-bibliographisches Werkverzeichnis (Hoboken)

- Ressource relative à la musique :   - International Music Score Library Project